# Droit angolais
Le droit angolais est le droit appliqué en Angola depuis l'indépendance du Portugal le 11 novembre 1975. Il est considéré comme étant de tradition civiliste, cependant, certains auteurs considèrent que le système en vigueur est mixte.

## Histoire du droit angolais
Lors de la période coloniale, l'Angola était sous contrôle portugais et appliquait en conséquence le droit portugais. Cependant, le droit coutumier était, la plupart du temps, toléré voire tacitement accepté,
Lors de l'indépendance, afin d'éviter un vide juridique, l'article 84 de la première constitution de l'Angola garantissait que les lois et règlements d'origines portugaises en vigueur lors de l'indépendance resteraient appliqués jusqu'à leur abrogation ou modification dans la mesure où ils n'étaient pas contraires à la Constitution ou au processus d'indépendance de l’État.
L'indépendance fut suivie par 26 ans de guerre et 30 ans d'activité législative visant à uniformiser le pouvoir de l’État sur l'ensemble du territoire et de la population.
Le législateur angolais prit pour exemple le système légal portugais comme modèle pour structurer le système juridique de l’État nouvellement indépendant. Cependant, bien qu'il y ait des similarités, les droits portugais et angolais sont aujourd'hui distincts.

### Constitution

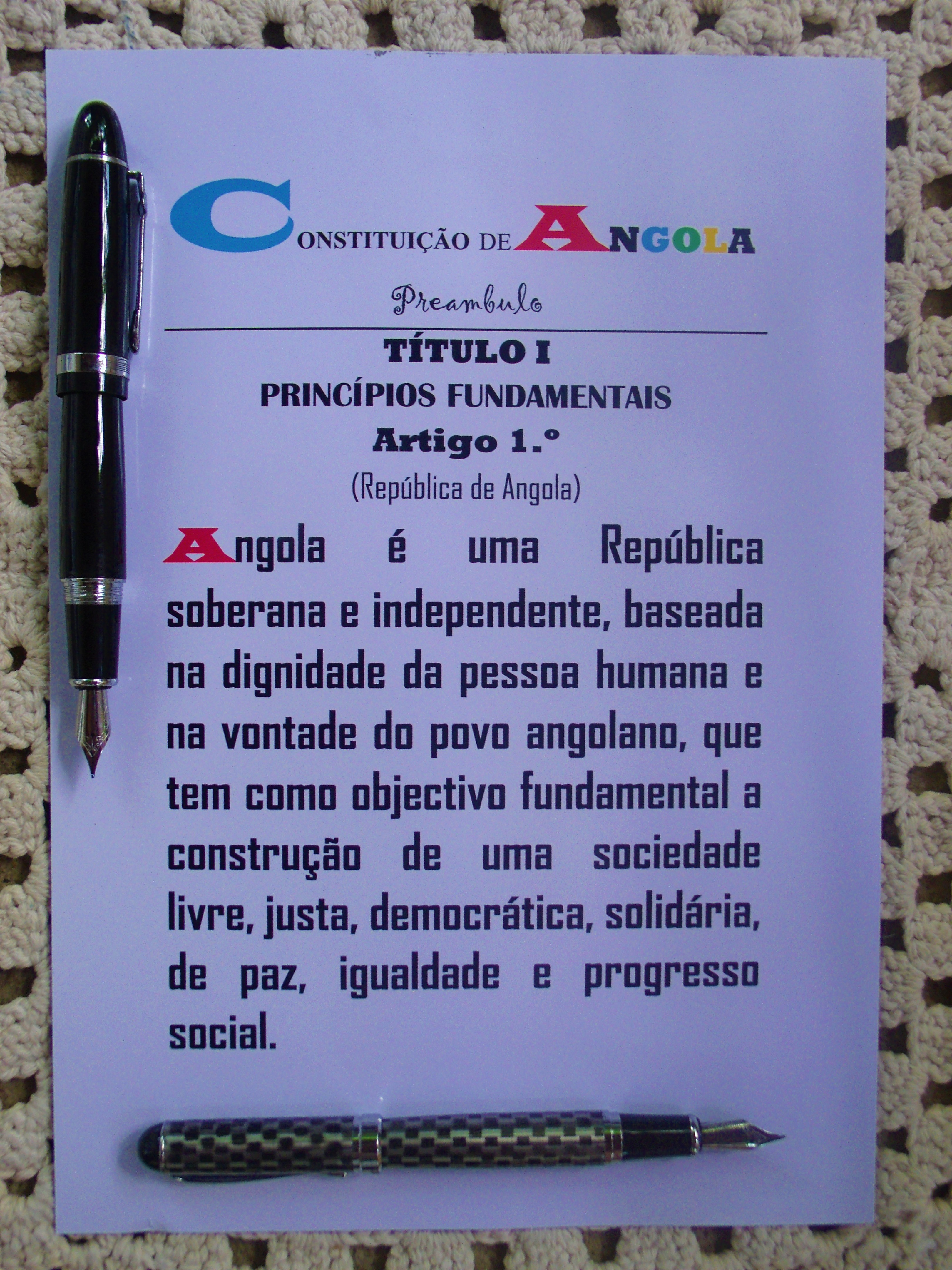
Constitution de l'Angola

## Sources du droit

### Lois
Le système légal angolais peut être considéré comme de tradition civiliste, par conséquent la première source du droit est la loi.

### Coutume
Lors de la période coloniale, la coutume était considérée comme une source de droit. Ceci est encore le cas, cependant, la coutume n’est pas reconnu comme telle dans la Constitution.

### Jurisprudence
Les Cours basent leur décision sur la loi et non sur les précédents, lesquelles ne sont pas contraignant contrairement au système de common law.

### Doctrine
Les recueils de doctrine sont peu nombreux, cependant il existe un grand nombre d'articles et d'études (principalement en langue anglaise).

## Organisation juridictionnelle
L'organisation juridictionnelle de l'Angola est établie par l'article 125 de la Constitution.

### Ordre judiciaire

#### Cours municipales
Elles sont la juridiction de droit commun.

#### Cours provinciales
Elles sont au nombre de 19 (une par province, à l’exception de Benguela qui en compte deux). Elles sont divisées en sections civile, administrative, familiale, du travail, maritime, des enfants et mineurs, et criminelle. 

#### Cour suprême
La Cour suprême a une juridiction qui s'étend sur l'ensemble du territoire national. Elle est composée du président, du vice-président et de 16 juges désignés par le président.

### Cour constitutionnelle
La Cour constitutionnelle est compétente lorsqu'il s'agit de contrôler la constitutionnalité d'une loi avant son adoption, la constitutionnalité d'une loi après son entrée en vigueur, d'un traité international ratifié, etc. ainsi que des appels formés sur la base d'un refus des juridictions inférieures de se conformer aux dispositions constitutionnelles.
Elle est composée de sept juges : trois nommés par le président de la République (dont le président de la Cour), trois nommés par l'Assemblée nationale à une majorité des deux tiers, et un nommé par la Cour suprême.

### Autres cours
L'article 125(3) de la Constitution prévoit la possibilité de créer d'autres cours. Deux existent : la Cour suprême militaire et la Cour d'audit.

## Sources

## Compléments